# Jack Hughes
Jack Hughes (Orlando, Florida, 14 de mayo de 2001) apodado Gentleman's Jack o The Big Deal, es un jugador profesional estadounidense de hockey sobre hielo que se desempeña en la posición de centro en New Jersey Devils, equipo de la National Hockey League (NHL).

## Carrera
Fue seleccionado en la primera ronda en la NHL Entry Draft de 2019. Hizo su debut profesional con el equipo New Jersey Devils, donde lleva jugando cinco temporadas.